# Двадцать франков «Рыбак»
Двадцать франков «Рыбак» — французская банкнота, эскиз которой разработан 12 февраля 1942 года и выпускалась Банком Франции с 17 декабря 1942 года до 13 ноября 1950 года.

## История
Темой банкнот, выпущенных Вишистким правительством, являются рабочие профессии и регионы Франции. Была выпущена по решению Генерального совета Банка Франции. Также можно упомянуть, эта банкнота на 21 июня 1940 года по курсу Германской империи равнялась одной рейхсмарке. Банкнота выпускалась с 1942 по 1950 год, а с 13 ноября 1950 года постепенно изымалась из обращения. C 1 января 1963 года банкнота перестает быть законным платежным средством. Новая банкнота этого номинала вышла лишь в 1980 году, «Двадцать франков Дебюсси».

## Описание
Авторами банкноты стали Люсьен Жоне и Камиль Бертран, на аверсе изображён рыбак, ловящий рыбу недалеко от городка Конкарно, на реверсе две женщины держат корзины полные фруктов и овощей (тыквы, артишоки, лук, яблоки). У одной из них, кроме корзины, на руках девочка.
Банкнота посвящена французскому региону Бретань. На водяном знаке изображен профиль Анны Бретонской. Размеры банкноты 130 мм х 80 мм.